# Campeonato Asiático de Atletismo de 2019 - Arremesso de peso masculino
A prova do arremesso de peso masculino do Campeonato Asiático de Atletismo de 2019 foi disputada no dia 22 de abril de 2019 no Estádio Internacional Khalifa em Doha, no Catar. 

## Recordes
Antes desta competição, os recordes mundiais e do campeonato nesta prova eram os seguintes:
|                       | Nome                         | Nacionalidade  | Distância | Local    | Data               |
| --------------------- | ---------------------------- | -------------- | --------- | -------- | ------------------ |
| Recorde mundial       | Randy Barnes                 | Estados Unidos | 23m 12cm  | Westwood | 20 de maio de 1990 |
| Recorde do campeonato | Inderjeet Singh              | Índia          | 20m 41cm  | Wuhan    | 3 de junho de 2015 |
| Recorde asiático      | Sultan Abdulmajeed Al-Hebshi | Arábia Saudita | 21m 13cm  | Doha     | 8 de maio de 2009  |

## Medalhistas
| Ouro                          | Prata            | Bronze            |
| Tejinder Pal Singh Toor (IND) | Wu Jiaxing (CHN) | Ivan Ivanov (KAZ) |

## Cronograma
Todos os horários são locais (UTC+3)
| Data        | Hora  | Evento |
| ----------- | ----- | ------ |
| 22 de abril | 18:46 | Final  |

## Resultado final
| Posição           | Atleta                  | Nacionalidade | #1    | #2    | #3    | #4    | #5    | #6    | Resultado | Notas                |
| ----------------- | ----------------------- | ------------- | ----- | ----- | ----- | ----- | ----- | ----- | --------- | -------------------- |
| Medalha de ouro   | Tejinder Pal Singh Toor | Índia         | 20.22 | 19.63 | 19.78 | 19.41 | 19.30 | 19.55 | 20.22     |                      |
| Medalha de prata  | Wu Jiaxing              | China         | x     | 19.38 | 20.03 | 19.30 | x     | x     | 20.03     | Recorde pessoal      |
| Medalha de bronze | Ivan Ivanov             | Cazaquistão   | 19.09 | x     | x     | x     | x     | 18.75 | 19.09     |                      |
| 4                 | Shahin Mehrdelan        | Irão          | 18.20 | x     | 18.28 | x     | 18.71 | 18.46 | 18.71     | Recorde da temporada |
| 5                 | Abdelrahman Mahmoud     | Bahrein       | x     | 17.91 | 18.48 | 18.68 | 17.89 | 17.98 | 18.68     | Recorde nacional     |
| 6                 | Jung Il-woo             | Coreia do Sul | 17.18 | 17.63 | 18.12 | 18.64 | x     | x     | 18.64     |                      |
| 7                 | Meshari Saad Suroor     | Kuwait        | 18.46 | 18.10 | 18.57 | x     | 18.30 | 18.62 | 18.62     |                      |
| 8                 | Li Jun                  | China         | 18.12 | x     | 18.24 | 18.23 | 18.14 | 18.08 | 18.24     |                      |
| 9                 | Daichi Nakamura         | Japão         | 17.51 | x     | x     |       |       |       | 17.51     |                      |
| 10                | Ebrahim Al-Fadhli       | Kuwait        | x     | 16.90 | x     |       |       |       | 16.90     | Recorde da temporada |
| 11                | Sergey Dementev         | Uzbequistão   | 16.27 | x     | x     |       |       |       | 16.27     |                      |
| 12                | Phan Thanh Bình         | Vietname      | 15.44 | x     | 16.08 |       |       |       | 16.08     | Recorde da temporada |
| 13                | Musaeb Al-Momani        | Jordânia      | 15.98 | 16.00 | x     |       |       |       | 16.00     |                      |
| 14                | Rashid Ali Al-Khulaifi  | Catar         | 14.44 | x     | x     |       |       |       | 14.44     | Recorde da temporada |

Legenda
| Recorde mundial       | Recorde mundial (World record)               |                       | Recorde africano                      | Recorde africano (African) |                                           | Q | Classificado por posição (Qualified) |
| Recorde do campeonato | Recorde do campeonato (Championship record)  | Recorde da América    | Recorde da América (Americas)         | q                          | Classificado por melhor tempo (Qualified) |   |                                      |
| Melhor marca do ano   | Melhor marca do ano (World leading)          | Recorde asiático      | Recorde asiático (Asian)              | DNS                        | Não largou (Did not start)                |   |                                      |
| Recorde nacional      | Recorde nacional (National record)           | Recorde europeu       | Recorde europeu (European)            | DNF                        | Não terminou (Did not finish)             |   |                                      |
| Recorde pessoal       | Recorde pessoal do atleta (Personal best)    | Recorde da Oceania    | Recorde da Oceania (Oceania)          | DSQ / DQ                   | Desclassificado (Disqualified)            |   |                                      |
| Recorde da temporada  | Recorde da temporada do atleta (Season best) | Recorde sul-americano | Recorde sul-americano (South America) | NM                         | Sem marca (No mark)                       |   |                                      |